# Гејбријел Лабел
Гејбријел Лабел (енгл. Gabriel LaBelle; Ванкувер, 20. септембар 2002) канадско-амерички је глумац. Познат је по улози Семија Фабелмана у филму Фабелманови (2022).

## Детињство и младост
Рођен је 20. септембра 2002. године у Ванкуверу. Син је продуцента и глумца Роба Фабелмана. Почео је да се интересује за глуму са 8 година у летњем кампу, наступивши у мјузиклима Шрек и Аладин.

## Филмографија

### Филм
| Улоге  |                     |               |               |          |
| Година | Српски назив        | Изворни назив | Улога         | Напомена |
| 2017.  |                     |               | Алфред        |          |
| 2017.  |                     |               | Колин         |          |
| 2018.  | Предатор: Еволуција |               | Е. Џ.         |          |
| 2022.  | Фабелманови         |               | Семи Фабелман |          |

### Телевизија
| Улоге  |                        |               |                   |              |
| Година | Српски назив           | Изворни назив | Улога             | Напомена     |
| 2013.  | Мотив                  |               | Чед Чејс          | 1 епизода    |
| 2015.  | Ја — зомби             |               | Чарли             | 1 епизода    |
| 2021.  | Сасвим нови укус вишње |               | Тим Нејтанс       | 1 епизода    |
| 2022.  | Амерички жиголо        |               | млади Џулијан Кеј | главна улога |